# العملاق (مسلسل)
العملاق مسلسل مصري يحكي قصة وتاريخ الكاتب والأديب الكبير عباس محمود العقاد و يتناول عصره والأدباء و الشعراء الذين التقى بهم في حياته وكفاحه وكما يبرز المسلسل المناخ الفكري والسياسي في زمن العقاد ومدى تأثيره على حياته وعلاقته بمي زيادة و معشوقته ساره التي كتب عنها رواية بأسمها . وعلاقته الطيبة بصديق عمره إبراهيم المازني. تم عرض المسلسل لأول مرة في العام 1979 وهو من إخراج يحيى العلمي .

## الممثلون
- محمود مرسي (عباس محمود العقاد)
- شهيرة (مي زيادة)
- أسامة عباس (إبراهيم المازني)
- عبد الرحمن أبو زهرة (طاهر الجبلاوي)
- سميرة محسن روز اليوسف (ممثلة)
- صفاء أبو السعود (ساره)
- هناء ثروت (هناء)
- شيرين (ممثلة) (الفتاة الإنجليزية)
- ناهد سمير (أم عباس)
- بدر نوفل (ناظر المدرسة)
- ماجدة الخطيب (قمر)
- عبد العزيز أبو الليل
- صبري عبد العزيز
- علي الشريف
- رشاد عثمان
- سلامة إلياس
- عبد الرحيم الزرقاني
- محمود رشاد
- محسن محي الدين
- نوال فهمي
- شوقي بركة
- أحمد أباظة

1. ↑  العملاق (مسلسل) في قاعدة بيانات الأفلام العربية

## روابط
- مسلسل العملاق.